# Adolfo Tommasi

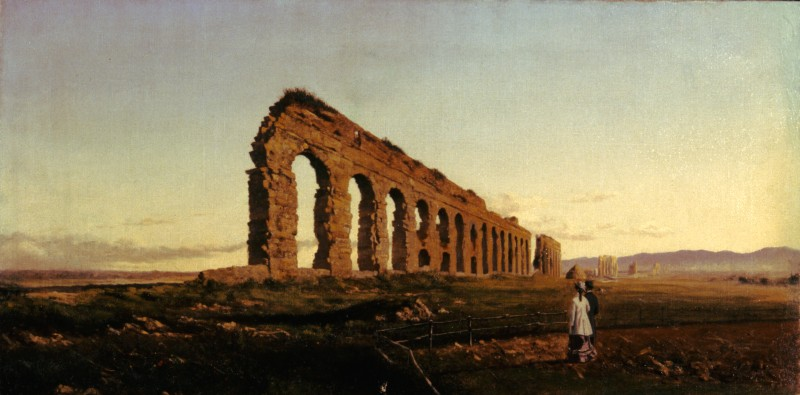
Visita all'acquedotto o Turisti nella campagna romana, 1877 (Fondazione Cariplo)

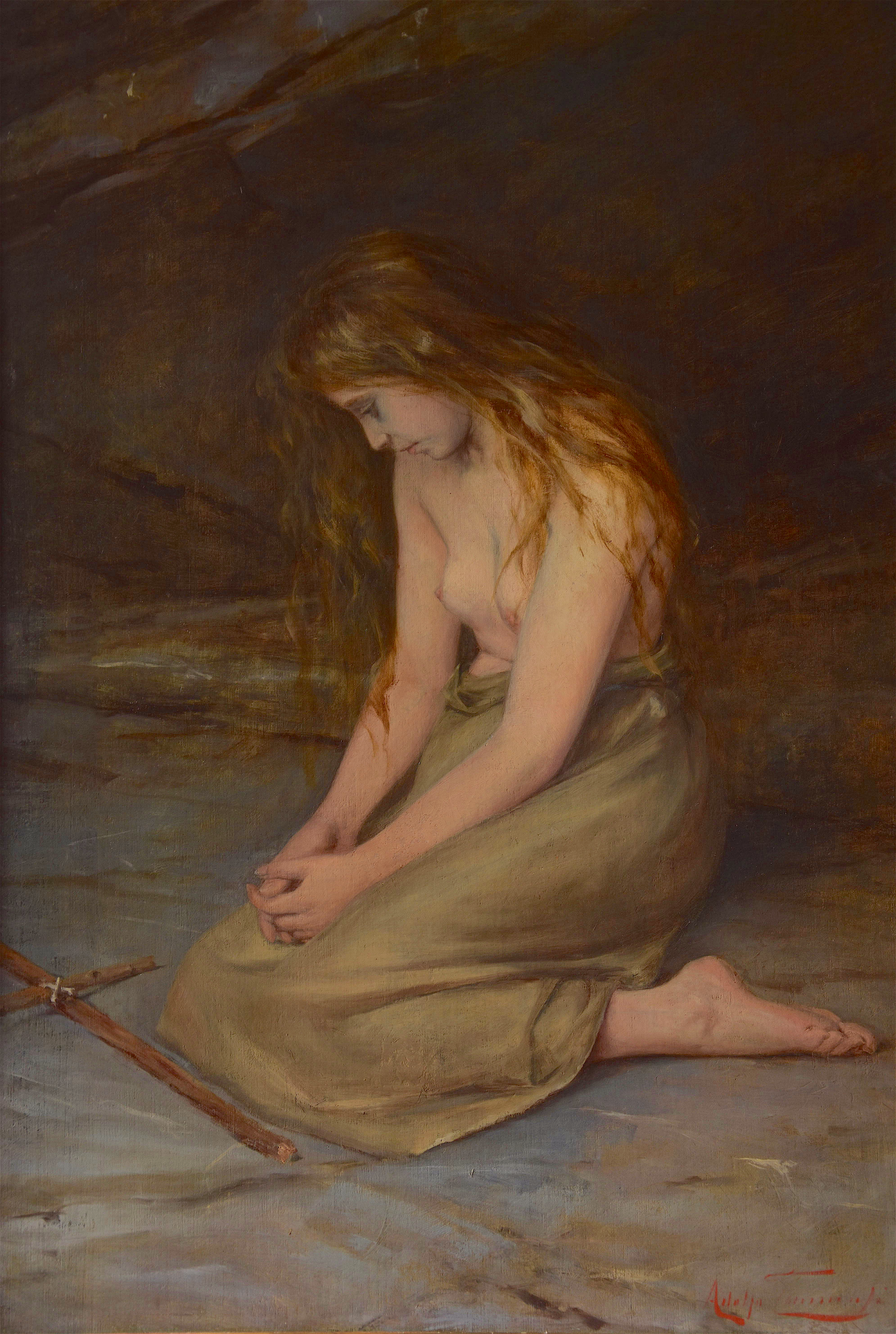
Maria Maddalena, 1893. Olio su tela cm. 85x58. Collezione privata, Livorno

Adolfo Tommasi (Livorno, 25 gennaio 1851 – Firenze, 5 ottobre 1933) è stato un pittore italiano.

## Biografia
Cugino dei fratelli Ludovico e Angiolo, si formò da autodidatta pur frequentando per breve periodo l'Accademia di Belle Arti di Firenze, sotto la direzione di Carlo Markò.
Fu un abituale frequentatore della villa di Bellariva, di proprietà dei Tommasi, dove incontrò Silvestro Lega, che lo ispirerà artisticamente per larga parte della sua carriera. Il naturalismo che all'inizio lo contraddistinse, mano a mano si temperò in un luminismo più accentuato che riecheggiava alcune soluzioni impressionistiche, condotte spesso con l'utilizzo della tecnica mista olio-pastello.
Il primo successo fu lo scandaloso quadro Dopo la brina (Cavoli brinati), esposto a Torino, che suscitò grandi dibattiti sulle riviste del tempo. Nel 1884 il dipinto Il fischio del treno (Roma, Galleria Nazionale d'Arte Moderna) ottenne la medaglia d'oro.
Partecipò nel triennio 1899-1901 alle edizioni della Biennale di Venezia, guadagnandosi i galloni di insegnante di disegno all'Accademia Navale di Livorno, ma la sua cagionevole salute gli impedì di avere una regolare e continua attività artistica.
Lavorò nella Pia Casa di Lavoro di Livorno, dove eseguì un ciclo pittorio per la cosiddetta Sala dei Benefattori (oggi al Museo civico Giovanni Fattori).
La sua opera artistica, oggetto oggi di attenta valutazione, si compone prevalentemente di paesaggi toscani e liguri, nonché di scene di vita quotidiana.

## Adolfo Tommasi nei musei
- Museo civico Giovanni Fattori di Livorno
- Galleria nazionale d'arte moderna e contemporanea di Roma
- Galleria d'arte moderna (Firenze) presso Palazzo Pitti
- Galleria d'Arte Moderna (Milano)
- Montecatini Contemporary Art (MO.C.A.) presso Palazzo Comunale (Montecatini Terme)
- Palazzo Foresti Carpi